# Phineas e Ferb (1.ª temporada)
A primeira temporada de Phineas e Ferb foi ao ar no Disney Channel de 17 de agosto de 2007 a 8 de fevereiro de 2009. A série apresenta os irmãos adotivos nas férias de verão tentando fazer todos os dias o melhor dia de todos, enquanto sua irmã tenta derrubá-los. Os cinco personagens principais são os irmãos Phineas Flynn e Ferb Fletcher, sua irmã mais velha, Candace Flynn, o agente secreto Perry o ornitorrinco e o malvado Dr. Heinz Doofenshmirtz.

## Vozes dos personagens

### Principal
| Personagem                    | Voz original         |
| ----------------------------- | -------------------- |
| Phineas Flynn                 | Vincent Martella     |
| Ferb Fletcher                 | Thomas Sangster      |
| Candace Flynn                 | Ashley Tisdale       |
| Linda Flynn-Fletcher          | Caroline Rhea        |
| Dr. Heinz Doofenshmirtz       | Dan Povenmire        |
| Perry o ornitorrinco Agente P | Dee Bradley Baker    |
| Major Francis Monograma       | Jeff "Swampy" Marsh  |
| Carl, o estagiário            | Tyler Alexander Mann |

## Episódios
| N.º na série | N.º na temp. | Título                                       | Dirigido por                 | Escrito por                                                                                       | Exibição original       | Cód. de produção | Audiência US (milhões) |
| --- | ------------ | -------------------------------------------- | ---------------------------- | ------------------------------------------------------------------------------------------------- | ----------------------- | ---------------- | ---------------------- |
| 1 | 1            | "Rollercoaster"                              | Dan Povenmire                | Dan Povenmire & Swampy Marsh                                                                      | 17 de agosto de 2007    | 101a             | 10.80                  |
| Phineas e Ferb constroem uma montanha-russa para a vizinhança, para grande desgosto de sua irmã Candace. Enquanto isso, Perry, o agente secreto dos meninos, tenta impedir que seu inimigo, Doofenshmirtz, controle a rotação da Terra com um ímã e uma folha gigante de papel alumínio. |              |                                              |                              |                                                                                                   |                         |                  |                        |
| 2 | 2            | "Lawn Gnome Beach Party of Terror"           | Dan Povenmire                | Dan Povenmire, Jeff "Swampy" Marsh, Martin Olson, Bobby Gaylor, Chris Headrick & Jon Barry        | 28 de setembro de 2007  | 102b             | N/A                    |
| Phineas e Ferb constroem uma praia no quintal que Candace está determinada a dedurar, mas eventualmente começa a gostar. Enquanto isso, devido a uma história estranha, Doofenshmirtz tenta roubar todos os gnomos da área dos Três Estados. |              |                                              |                              |                                                                                                   |                         |                  |                        |
| 3 | 3            | "Flop Starz"                                 | Dan Povenmire                | Dan Povenmire, Jeff "Swampy" Marsh, Sherm Cohen & Antoine Guilbaud                                | 1 de fevereiro de 2008  | 104b             | 4.00                   |
| A música de Phineas e Ferb, "Gitchee, Gitchee, Goo", se torna uma maravilha de um hit e traz fama mundial, enquanto Candace ganha uma chance de cantar no palco com eles durante as audições para uma competição de reality shows. Enquanto isso, Doofenshmirtz transforma seu prédio em um robô gigante para causar terror na Área dos Três Estados. |              |                                              |                              |                                                                                                   |                         |                  |                        |
| 4 | 4            | "The Fast and the Phineas"                   | Dan Povenmire                | Dan Povenmire, Jeff "Swampy" Marsh, Antoine Guilbaud & Sherm Cohen                                | 2 de fevereiro de 2008  | 102a             | N/A                    |
| Os garotos transformam o carro da mãe em um carro de controle remoto e o colocam em uma corrida. Enquanto isso, Doofenshmirtz usa sua nova invenção, o Deflate-inator, que é curiosamente montado em um dirigível, para tentar esvaziar tudo na Área dos Três Estados. |              |                                              |                              |                                                                                                   |                         |                  |                        |
| 5 | 5            | "Lights, Candace, Action!"                   | Dan Povenmire                | Dan Povenmire, Swampy Marsh, Martin Olson, Bobby Gaylor, Sherm Cohen & Antoine Guilbaud           | 3 de fevereiro de 2008  | 105b             | N/A                    |
| Candace estrela o filme The Princess Sensibilities. No entanto, ela descobre que os novos diretores, Phineas e Ferb, mudaram para The Curse of the Princess Monster. Enquanto isso, Doofenshmirtz cria um Age-Accelerator-inator para envelhecer o queijo, mas acaba tentando envelhecer Perry. |              |                                              |                              |                                                                                                   |                         |                  |                        |
| 6 | 6            | "Raging Bully"                               | Dan Povenmire                | Martin Olson, Dan Povenmire, Swampy Marsh, Wendy Grieb & Kent Osborne                             | 4 de fevereiro de 2008  | 105a             | N/A                    |
| Quando Buford desafia Phineas para uma competição de luta livre, Phineas recebe treinamento do campeão de boxe Evander Holyfield. Doofenshmirtz cria um dispositivo hipnótico para controlar as mentes das pessoas, para que elas sejam obrigadas a comemorar seu aniversário e a limpar depois. |              |                                              |                              |                                                                                                   |                         |                  |                        |
| 7 | 7            | "Candace Loses Her Head"                     | Dan Povenmire                | Dan Povenmire, Jeff "Swampy" Marsh, Martin Olson, Kyle Baker & Patrick Ventura                    | 5 de fevereiro de 2008  | 101b             | N/A                    |
| Os garotos planejam esculpir o rosto de Candace no Monte Rushmore para o aniversário dela. Perry tenta evitar que Doofenshmirtz chame um túnel para a República Popular da China do Monte Rushmore. |              |                                              |                              |                                                                                                   |                         |                  |                        |
| 8 | 8            | "I, Brobot"                                  | Dan Povenmire                | Martin Olson, Kent Osborne & Aliki Theofilopoulos                                                 | 6 de fevereiro de 2008  | 110b             | N/A                    |
| Os garotos se clonam como Phinedroids e Ferbots (robôs) para que possam ter mais projetos concluídos. Doofenshmirtz tenta usar um imã gigante para apagar as mensagens que deixou na secretária eletrônica da namorada. |              |                                              |                              |                                                                                                   |                         |                  |                        |
| 9 | 9            | "Run Away Runway"                            | Dan Povenmire                | Sherm Cohen, Bobby Gaylor, Antoine Guilbaud & Martin Olson                                        | 7 de fevereiro de 2008  | 112a             | N/A                    |
| Candace tenta se tornar um modelo de moda, enquanto Phineas e Ferb criam uma coleção de moda intitulada "Summer All the Time". Doofenshmirtz projeta uma máquina para criar clones de si mesmo para que eles possam esperar na fila por ele. |              |                                              |                              |                                                                                                   |                         |                  |                        |
| 10 | 10           | "The Magnificent Few"                        | Dan Povenmire                | Martin Olson, Dan Povenmire, Swampy Marsh, Mike Diederich & Chong Lee                             | 8 de fevereiro de 2008  | 103a             | N/A                    |
| Como um efeito colateral da trama de Doofenshmirtz para usar cupins para destruir toda a madeira na área para ajudar em seu novo negócio de revestimento de alumínio, Phineas, Ferb e Isabella tentam reunir um rebanho de gado de uma fazenda que foi libertada pelo cupins destruindo seu celeiro. |              |                                              |                              |                                                                                                   |                         |                  |                        |
| 11 | 11           | "S'Winter"                                   | Dan Povenmire                | Dan Povenmire, Swampy Marsh, Martin Olson, Bobby Gaylor, Sherm Cohen & Antoine Guilbaud           | 9 de fevereiro de 2008  | 103b             | N/A                    |
| Os meninos usam uma máquina de cone de neve para criar um paraíso de inverno no meio do verão em seu quintal, Candace tenta perseguir Jeremy (que ela acha que a deixou para um estudante de intercâmbio sueco), e Doofenshmirtz tenta derreter chocolate com uma máquina feita de ponteiros laser. |              |                                              |                              |                                                                                                   |                         |                  |                        |
| 12 | 12           | "Jerk De Soleil"                             | Dan Povenmire                | Bobby Gaylor, Martin Olson, J.G. Quintel & Kim Roberson                                           | 10 de fevereiro de 2008 | 108a             | N/A                    |
| Os garotos criam um circo para o bairro depois que seus planos originais de circo são cancelados, enquanto Jeremy dá a Candace salsa sem saber que ela é alérgica a eles. Doofenshmirtz cria um dispositivo para elevar as vozes das pessoas para que sua voz pareça mais baixa, mas, ao contrário, fica ainda maior. |              |                                              |                              |                                                                                                   |                         |                  |                        |
| 13 | 13           | "Are You My Mummy?"                          | Dan Povenmire                | Dan Povenmire, Swampy Marsh, Martin Olson, Bobby Gaylor, Robert F. Hughes, Kyle Baker & Mike Roth | 15 de fevereiro de 2008 | 104a             | N/A                    |
| Os meninos visitam um cinema egípcio e tentam obter uma múmia própria, mas acabam capturando Candace, que está enrolada em papel higiênico. Doofenshmirtz tenta elevar o nível de água da cidade destruindo uma represa de castores para que seu imóvel se torne uma propriedade à beira-mar. |              |                                              |                              |                                                                                                   |                         |                  |                        |
| 14 | 14           | "Ready for the Bettys"                       | Zac Moncrief                 | Bobby Gaylor, Martin Olson, Kent Osborne & Aliki Theofilopoulos                                   | 16 de fevereiro de 2008 | 115a             | N/A                    |
| Candace e sua amiga, Stacy viajam em um ônibus de turnê com os Bettys, mas depois percebem que estão sendo usados apenas como servos. Enquanto isso, os garotos acidentalmente descobrem o covil de Perry e são enviados para uma missão destinada a ele. |              |                                              |                              |                                                                                                   |                         |                  |                        |
| 15 | 15           | "I Scream, You Scream"                       | Zac Moncrief                 | Sherm Cohen, Bobby Gaylor & Antoine Guilbaud                                                      | 17 de fevereiro de 2008 | 112b             | N/A                    |
| Os garotos tentam fazer uma sorveteira gigante para Isabella depois que suas amígdalas são retiradas. Doofenshmirtz tenta construir um laser espacial gigante, enquanto Vanessa fica com ele no fim de semana. Enquanto isso, Candace, como sempre, está tentando acabar com Phineas e Ferb, ao mesmo tempo em que Vanessa está tentando acabar com seu pai, Dr. Doofenshmirtz. Ironicamente, Linda Flynn-Fletcher e Charlene Doofenshmirtz estão participando de uma aula de culinária juntos.                                                                        |              |                                              |                              |                                                                                                   |                         |                  |                        |
| 16 | 16           | "Toy to the World"                           | Swampy Marsh                 | Mike Diederich, Bobby Gaylor, Chong Lee & Martin Olson                                            | 22 de fevereiro de 2008 | 108b             | N/A                    |
| Depois que Candace sugere sarcasticamente que eles podem fazer um brinquedo melhor do que o "Shimmy Jimmy" da Har D Har Toy Company, Phineas e Ferb projetam uma "figura de inação" baseada em seu ornitorrinco de estimação. Enquanto isso, Doofenshmirtz planeja construir pedágios para entrar e sair da Área dos Três Estados para que ele possa ficar rico. |              |                                              |                              |                                                                                                   |                         |                  |                        |
| 17 | 17           | "Get That Bigfoot Outa My Face!"             | Dan Povenmire                | Bobby Gaylor, Dan Povenmire, Kent Osborne & Kim Roberson                                          | 23 de fevereiro de 2008 | 106a             | N/A                    |
| Candace e os meninos visitam seus avós em uma casa no lago e as crianças tentam assustá-la com um Pé-falso falso, mas então o irmão gêmeo de sua avó os assusta com um Pé-grande mais real. Perry está preso no triângulo amoroso de Doofenshmirtz enquanto ele entra em um encontro. |              |                                              |                              |                                                                                                   |                         |                  |                        |
| 18 | 18           | "It's a Mud, Mud, Mud, Mud World"            | Zac Moncrief                 | Mike Diederich, Bobby Gaylor, Robert F. Hughes, Zac Moncrief, Martin Olson & Mike Roth            | 24 de fevereiro de 2008 | 113a             | N/A                    |
| Os garotos inventam um caminhão-monstro para Candace praticar a condução, mas logo sua rotina de treinamento se transforma em um grande comício de corrida. Doofenshmirtz tenta descobrir investidores para sua linha de caminhões monstros que são monstros reais. |              |                                              |                              |                                                                                                   |                         |                  |                        |
| 19 | 19           | "Mom's Birthday"                             | Dan Povenmire                | Robert F. Hughes, Zac Moncrief, Martin Olson, Kent Osborne & Aliki Theofilopoulos                 | 29 de fevereiro de 2008 | 111a             | N/A                    |
| Candace planeja uma festa de aniversário especial para a mamãe, e até mesmo uma música, mas os planos de Phineas e Ferb mantêm-se acima dos padrões dela. No final, porém, eles deixaram Candace dar à mamãe o melhor presente de todos. Doofenshmirtz cria uma máquina de encolhimento (sem o sufixo de inator usual) que fará com que o que ele odeia (pelicanos, instrumentos que começam com a letra 'B', setas de tráfego piscando, etc.) encolham até o tamanho de um átomo.                                                                                     |              |                                              |                              |                                                                                                   |                         |                  |                        |
| 20 | 20           | "Journey to the Center of Candace"           | Dan Povenmire                | Bobby Gaylor, Robert F. Hughes, Zac Moncrief, Martin Olson, Kent Osborne & Kim Roberson           | 29 de fevereiro de 2008 | 111b             | N/A                    |
| Os garotos constroem um submarino encolhido para que possam entrar no chihuahua de estimação de Isabella e pegar uma faixa que comeram, mas acidentalmente acabam no estômago de Candace enquanto ela está em um encontro com Jeremy. Enquanto isso, Perry tenta parar os planos de Doofenshmirtz de destruir qualquer um que não possa se decidir com sua mais nova invenção, percebendo que isso pode destruir Phineas e Ferb. |              |                                              |                              |                                                                                                   |                         |                  |                        |
| 21 | 21           | "It's About Time!"                           | Dan Povenmire                | Dan Povenmire, Jon Barry, Kent Osborne, Mike Roth & Aliki Theoflopoulos                           | 1 de março de 2008      | 107              | N/A                    |
| Phineas e Ferb decidem consertar uma máquina do tempo em um museu de história natural, enviando Candace para a Era Jurássica. Enquanto isso, o Dr. Doofenshmirtz substitui Perry o Ornitorrinco como seu inimigo com um agente secreto panda, fazendo com que Perry ficasse deprimido. |              |                                              |                              |                                                                                                   |                         |                  |                        |
| 22 | 22           | "Dude, We're Getting the Band Back Together" | Dan Povenmire                | Bobby Gaylor, Chris Headrick, Robert F. Hughes, Chong Lee, Zac Moncrief & Martin Olson            | 8 de março de 2008      | 114              | N/A                    |
| Os meninos localizam a banda favorita de seus pais, Love Händel, para realizar um concerto de reunião no quintal para compensar o aniversário de casamento de seu pai. Enquanto isso, Doofenshmirtz planeja uma festa de aniversário surpresa para, Vanessa, também planejando lançar Perry o ornitorrinco em um foguete gigante como o grand finale. |              |                                              |                              |                                                                                                   |                         |                  |                        |
| 23 | 23           | "Tree to Get Ready"                          | Dan Povenmire                | Mike Diederich, Chong Lee, Martin Olson, Dan Povenmire & Swampy Marsh                             | 22 de março de 2008     | 106b             | N/A                    |
| Os meninos constroem casas de árvores para si e para Candace. Dr. Doofenshmirtz planeja usar pombos com lavagem cerebral para destruir uma festa em homenagem ao seu irmão. |              |                                              |                              |                                                                                                   |                         |                  |                        |
| 24 | 24           | "The Ballad of Badbeard"                     | Dan Povenmire                | Jon Barry, Mike Diederich, Bobby Gaylor, Robert F. Hughes, Zac Moncrief & Martin Olson            | 12 de abril de 2008     | 113b             | N/A                    |
| Os meninos partem para uma aventura no alto mar depois de aprender com seu avô sobre um misterioso pirata, Badbeard. Candace espia Perry e Dr. Doofenshmirtz até seus velhos truques depois de serem infectados por um musgo psicodélico. |              |                                              |                              |                                                                                                   |                         |                  |                        |
| 25 | 25           | "Greece Lightning"                           | Dan Povenmire                | Alex Almaguer, Bobby Gaylor, Chris Headrick & Martin Olson                                        | 19 de abril de 2008     | 117a             | N/A                    |
| Os meninos organizam uma corrida de carros pelas ruas de Danville depois de aprender sobre a Grécia antiga. Perry acha que seu último inimigo é, não Doofenshmirtz, mas sim uma de suas criações: um homem de negócios robótico, robusto e gentil chamado Norm. |              |                                              |                              |                                                                                                   |                         |                  |                        |
| 26 | 26           | "Leave the Busting to Us!"                   | Zac Moncrief                 | Sherm Cohen, Bobby Gaylor, Antoine Guilbaud, Robert F. Hughes & Martin Olson                      | 19 de abril de 2008     | 117b             | N/A                    |
| Candace usa um reality show, Bust Em !, para filmar secretamente seus irmãos projetando um passeio de rafting. Doofenshmirtz tenta criar uma nova era do gelo através de pelotas meteorológicas. |              |                                              |                              |                                                                                                   |                         |                  |                        |
| 27 | 27           | "Crack That Whip"                            | Dan Povenmire                | Tim Bjorklund & Kim Roberson                                                                      | 24 de maio de 2008      | 118a             | N/A                    |
| Os garotos constroem uma pista de roller derby para sua avó, que já esteve em uma equipe de derby de campeonato, para que ela possa patinar contra sua antiga rival, a avó de Jeremy. Candace está preocupada que Jeremy pare de gostar dela se sua avó perder. Doofenshmirtz acredita que uma estátua de um barbudo Rutherford B. Hayes está zombando dele por ser incapaz de crescer pêlos faciais. |              |                                              |                              |                                                                                                   |                         |                  |                        |
| 28 | 28           | "The Best Lazy Day Ever"                     | Zac Moncrief                 | Jon Colton Barry & Mike Roth                                                                      | 24 de maio de 2008      | 118b             | N/A                    |
| Os garotos decidem passar o dia fazendo absolutamente nada, mas Candace não acredita neles e acaba construindo algo próprio para tentar derrubá-los. Enquanto isso, depois de ser considerado uma das pessoas mais feias da região, Doofenshmirtz planeja usar um "inator feio" para deixar todo mundo mais feio do que ele, a fim de tornar-se a pessoa mais bonita da região. |              |                                              |                              |                                                                                                   |                         |                  |                        |
| 29 | 29           | "Boyfriend From 27,000 B.C."                 | Zac Moncrief                 | Aliki Theofilopoulos & Marc Crisafulli                                                            | 7 de junho de 2008      | 119a             | N/A                    |
| Phineas e Ferb revivem um homem das cavernas de uma geleira, mas o homem das cavernas se solta em uma festa a fantasia que Candace está assistindo, e ela o confunde com Jeremy. Enquanto isso, o Dr. Doofenshmirtz planeja destruir todas as pessoas vestidas como sanduíches. |              |                                              |                              |                                                                                                   |                         |                  |                        |
| 30 | 30           | "Voyage to the Bottom of Buford"             | Zac Moncrief                 | Antoine Guilbaud & Chong Lee                                                                      | 7 de junho de 2008      | 119b             | N/A                    |
| Quando o peixe dourado de Buford, Biff, desaparece, os meninos o ajudam a encontrá-lo. Enquanto isso, o Dr. Doofenshmirtz tenta recuperar sua reputação maligna após salvar acidentalmente um gatinho que caiu de uma árvore. |              |                                              |                              |                                                                                                   |                         |                  |                        |
| 31 | 31           | "A Hard Day's Knight"                        | Dan Povenmire                | Jon Barry, Bobby Gaylor, Martin Olson & Mike Roth                                                 | 14 de junho de 2008     | 110a             | N/A                    |
| Phineas, Ferb e Candace visitam seus avós na Inglaterra e os garotos criam uma feira da Renascença, onde Candace acaba em um torneio de justa. Enquanto isso, Perry se disfarça em uma convenção de cientistas malvados para rastrear o Dr. Doofenshmirtz. |              |                                              |                              |                                                                                                   |                         |                  |                        |
| 32 | 32           | "Traffic Cam Caper"                          | Dan Povenmire & Zac Moncrief | Kim Roberson & Marc Ceccarelli                                                                    | 12 de julho de 2008     | 121a             | N/A                    |
| Candace adquire filmagens de uma câmera de trânsito mostrando a prova das palhaçadas de seus irmãos. Mas Perry, usando o robô Norm, do Dr. Doofenshmirtz, rouba para si mesmo, de modo que pode ser destruído, uma vez que contém evidências de que ele é um agente secreto. |              |                                              |                              |                                                                                                   |                         |                  |                        |
| 33 | 33           | "Bowl-R-Ama Drama"                           | Dan Povenmire                | Chris Headrick & Alex Almaguer                                                                    | 12 de julho de 2008     | 121b             | N/A                    |
| Os garotos constroem a maior bola de boliche e pinos do mundo para tentar bater o recorde mundial e entrar em "Os Discos Mais Sem Sentidos do Mundo". Candace test-drives a bola de boliche, que ela planeja mostrar para Jeremy, quando ela acidentalmente desativa um giroscópio interno, ela perde o controle e rola pelo centro de Danville. Enquanto isso, Doofenshmirtz tenta usar pinguins gigantes para congelar Danville para que ele possa vender chocolate quente por um milhão de dólares por xícara.                                                      |              |                                              |                              |                                                                                                   |                         |                  |                        |
| 34 | 34           | "Got Game?"                                  | Zac Moncrief                 | Antoine Guilbaud & Chong Lee                                                                      | 2 de agosto de 2008     | 125a             | N/A                    |
| Phineas e Ferb criam uma competição esportiva que coloca garotos contra garotas para ver quais são os melhores atletas devido a Isabella e Buford discutirem sobre quem era melhor. Doofenshmirtz tenta ganhar um show de cachorro. |              |                                              |                              |                                                                                                   |                         |                  |                        |
| 35 | 35           | "Comet Kermillian"                           | Dan Povenmire                | Alex Almaguer & Chris Headrick                                                                    | 2 de agosto de 2008     | 125b             | N/A                    |
| Phineas e Ferb constroem um observatório e planejam gravar seus rostos em um cometa; Candace é fisicamente atormentada pela irmã "insano-criminalista" de Jeremy, Suzy, enquanto estava em um passeio com ele. Doofenshmirtz compra todos os bifes da cidade para que ele possa vender em massa os copos feitos a partir deles, e também cria um raio de calor gigante. |              |                                              |                              |                                                                                                   |                         |                  |                        |
| 36 | 36           | "Put That Putter Away"                       | Zac Moncrief                 | Jon Colton Barry & Mike Diederich                                                                 | 10 de agosto de 2008    | 120a             | N/A                    |
| Quando o único campo de minigolfe da cidade está fechado, Phineas e Ferb constroem um gigantesco campo de minigolfe. Candace está doente, então Stacy decide conversar com os meninos. Claro, Stacy não consegue se concentrar e joga golfe em miniatura com os meninos. Enquanto isso, Doofenshmirtz se muda para uma casa na mesma rua da casa Flynn-Fletcher. |              |                                              |                              |                                                                                                   |                         |                  |                        |
| 37 | 37           | "Does This Duckbill Make Me Look Fat?"       | Dan Povenmire                | Douglas McCarthy & Piero Piluso                                                                   | 10 de agosto de 2008    | 120b             | N/A                    |
| Depois de assistir a um antigo filme de ficção científica, Phineas e Ferb decidem construir um transportador molecular, que acabou trocando as mentes de Perry e Candace pelo corpo um do outro depois que eles acidentalmente entraram juntos. No entanto, Candace é forçada a passar a maior parte do dia como um ornitorrinco, enquanto Perry (no corpo de Candace) vai em uma missão para frustrar o mais novo esquema de Doofenshmirtz; para substituir o jingle Mr. Slushy Burger nas estátuas do mascote "Slushy the Clown" com seus próprios jingles malvados. |              |                                              |                              |                                                                                                   |                         |                  |                        |
| 38 | 38           | "The Flying Fishmonger"                      | Zac Moncrief                 | Bobby Gaylor, Elizabeth Ito, Martin Olson, Kim Roberson                                           | 12 de setembro de 2008  | 115b             | N/A                    |
| Os garotos ajudam o avô de Ferb a viver seu sonho de vida - pular um desfiladeiro em sua motocicleta, o Holy Mackerel. Doofenshmirtz tenta chutar areia por toda a casa de um valentão de infância. |              |                                              |                              |                                                                                                   |                         |                  |                        |
| 39 | 39           | "One Good Scare Ought to Do It!"             | Dan Povenmire & Zac Moncrief | Jon Barry, Bobby Gaylor, Chris Headrick & Martin Olson                                            | 3 de outubro de 2008    | 109              | N/A                    |
| Isabella tem os soluços e Phineas e Ferb constroem uma casa assombrada para assustá-los. Candace vai até a casa de Jeremy, mas é interrompida por sua irmã Suzy. O Dr. Doofenshmirtz tenta ajudar seu mentor destruindo seu laboratório. |              |                                              |                              |                                                                                                   |                         |                  |                        |
| 40 | 40           | "The Monster of Phineas-n-Ferbenstein"       | Zac Moncrief                 | Jon Colton Barry & Mike Diederich                                                                 | 17 de outubro de 2008   | 122a             | N/A                    |
| Os meninos aprendem sobre um dos ancestrais vitorianos de Ferb, Ferbgor e Dr. Phineastein, que uma vez criaram um monstro ornitorrinco gigante para uma "Monster Ball". Enquanto isso, enquanto está trancado em seu laboratório, Doofenshmirtz conta a Perry uma história vagamente conectada sobre seu ancestral Dr. Jekyll Doofenshmirtz, e suas tentativas fracassadas de fazer uma poção que poderia se transformar em um monstro. |              |                                              |                              |                                                                                                   |                         |                  |                        |
| 41 | 41           | "Oil on Candace"                             | Zac Moncrief                 | Antoine Guilbaud & Aliki Theofilopoulos                                                           | 17 de outubro de 2008   | 122b             | N/A                    |
| Phineas e Ferb ajudam seu amigo Django a exibir sua obra de arte. Doofenshmirtz tenta impressionar seu ex-professor de ciências do mal. |              |                                              |                              |                                                                                                   |                         |                  |                        |
| 42 | 42           | "Out of Toon"                                | Zac Moncrief                 | Jon Colton Barry & Mike Diederich                                                                 | 7 de novembro de 2008   | 126a             | N/A                    |
| Phineas e Ferb criam um desenho de super-herói com versões exageradas de si mesmos, de sua irmã e de seus amigos, enquanto o Dr. Doofenshmirtz cria uma arma de raios que faz as pessoas dançarem. |              |                                              |                              |                                                                                                   |                         |                  |                        |
| 43 | 43           | "Hail Doofania!"                             | Zac Moncrief                 | Antoine Guilbaud & Aliki Theofilopoulos                                                           | 7 de novembro de 2008   | 126b             | N/A                    |
| Em um plano incomum de inversão de papéis, o Dr. Doofenshmirtz constrói seu próprio país em um tubo interno gigante e Vanessa tenta derrubá-lo. Enquanto isso, Phineas e Ferb criam um arco-íris apenas para Isabella e descobriram que ela realmente disse que nunca viu um unicórnio. Candace e Vanessa acidentalmente trocam de roupa na lavanderia. Perry não pode ir devido a se machucar. |              |                                              |                              |                                                                                                   |                         |                  |                        |
| 44 | 44           | "Out to Launch"                              | Dan Povenmire & Zac Moncrief | Kim Roberson, Piero Piluso & Kent Osborne                                                         | 5 de dezembro de 2008   | 124              | N/A                    |
| Lawrence compra uma estrela para Phineas e Ferb e Candace online, levando os meninos a construir um foguete para visitá-lo. Enquanto isso, o Dr. Doofenshmirtz usa um robô da estação espacial para realizar um show de marionetes na Lua para voltar a um ex-colega de classe - ele mesmo era um marionetista com "mãos enormes", mas ainda conquistou uma garota que estava interessada em Doofenshmirtz. |              |                                              |                              |                                                                                                   |                         |                  |                        |
| 45 | 45           | "Phineas and Ferb Get Busted!"               | Dan Povenmire                | Jon Barry, Bobby Gaylor, Robert F. Hughes, Zac Moncrief, Martin Olson & Piero Piluso              | 16 de fevereiro de 2009 | 116              | 3.7                    |
| Candace finalmente pega Phineas e Ferb, resultando em eles serem enviados para uma escola de reforma militarista que sufoca a imaginação e a criatividade. Quando Candace percebe o que está sendo feito com seus irmãos, ela se junta a Jeremy para ajudar a libertá-los. No entanto, esta aventura acaba por ser um sonho de Candace em um sonho de Perry Platypus. |              |                                              |                              |                                                                                                   |                         |                  |                        |
| 46 | 46           | "Unfair Science Fair"                        | Dan Povenmire & Zac Moncrief | Elizabeth Ito & Aliki Theofilopoulos                                                              | 17 de fevereiro de 2009 | 123a             | 3.0                    |
| Baljeet se sentiu mal quando recebeu um A menos. Quando Baljeet entra na feira de ciências com um projeto para um portal para Marte, Phineas e Ferb o ajudam a construí-lo em escala para que ele possa obter sua nota mais importante. Enquanto isso, o Dr. Doofenshmirtz tenta ganhar o primeiro prêmio na feira com um vulcão gigante de bicarbonato de sódio, e Candace concorre com uma garota por um trabalho no Mr. Slushy Dawg. |              |                                              |                              |                                                                                                   |                         |                  |                        |
| 47 | 47           | "Unfair Science Fair Redux (Another Story)"  | Dan Povenmire & Zac Moncrief | Jon Colton Barry & Piero Piluso                                                                   | 18 de fevereiro de 2009 | 123b             | N/A                    |
| Phineas e Ferb tentam resgatar Candace de Marte, que acha que ninguém, nem mesmo seus amigos, quer falar com ela. Enquanto isso, Perry ajuda o Dr. Doofenshmirtz a comprar suprimentos para seu vulcão de bicarbonato de sódio que, segundo ele, o fará vencer a feira de ciências. |              |                                              |                              |                                                                                                   |                         |                  |                        |